# Wesley Kreder
Pour les articles homonymes, voir Kreder.
Wesley Kreder, né le 4 novembre 1990 à Leyde, est un coureur cycliste néerlandais, professionnel de 2009 à 2023. Il est le cousin de Michel et Raymond Kreder et a aussi un frère jumeau, Sander, évoluant chez les amateurs.

## Biographie

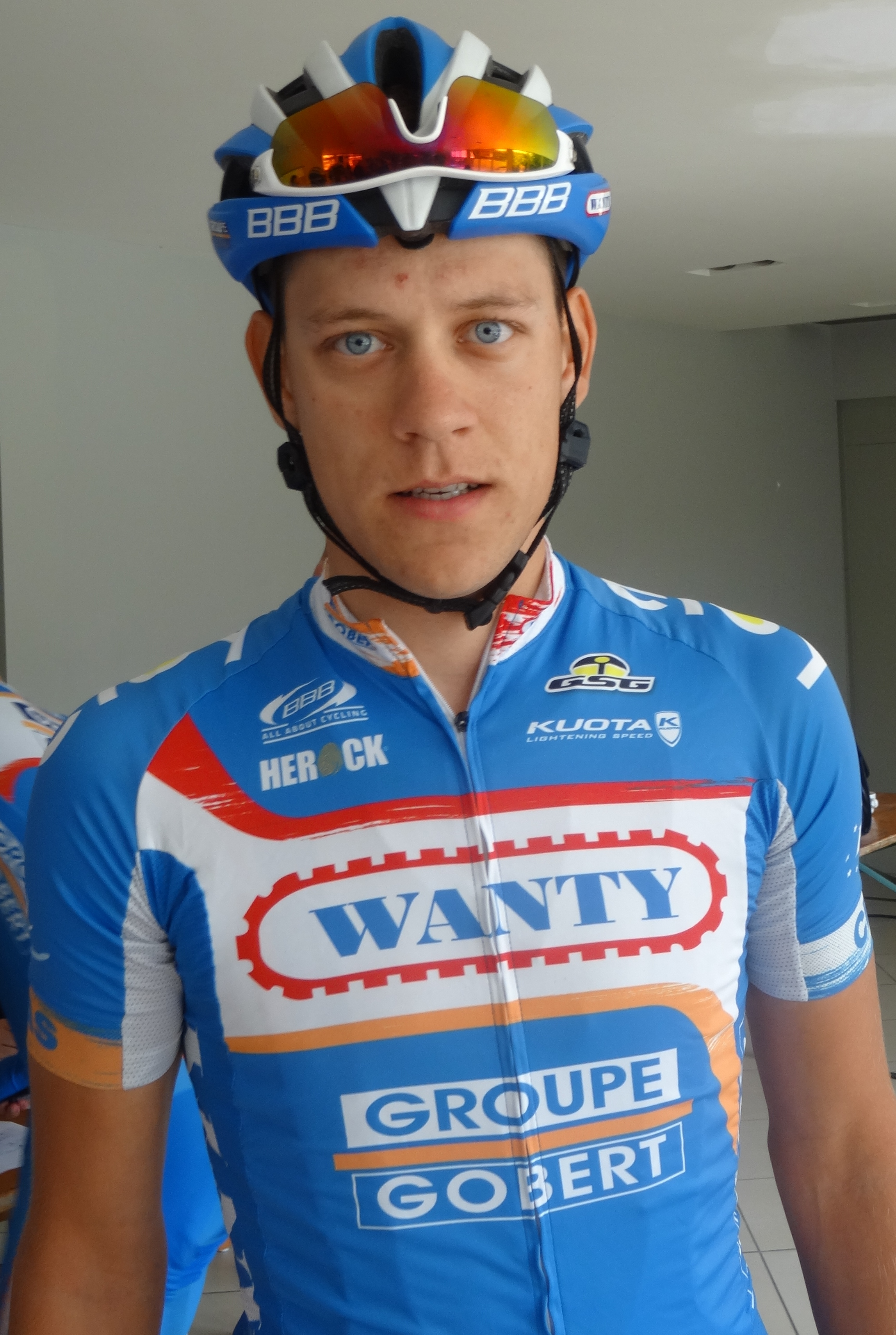
Wesley Kreder lors de la Flèche côtière 2014.

Wesley Kreder naît le 4 novembre 1990 à Leyde aux Pays-Bas. Il est le cousin de Michel et Raymond Kreder et a aussi un frère jumeau, Sander, évoluant chez les amateurs.
En 2008, il remporte la 3e étape du Trophée Centre Morbihan et termine 3e de la Ronde des vallées. De 2010 à fin juillet 2012, il court pour Rabobank Continental. À cette occasion, il termine en 2010 2e du Grand Prix de Francfort espoirs et 3e du Kernen Omloop Echt-Susteren. L'année suivante, il remporte le contre-la-montre par équipes de la 2e étape secteur b du Tour de León, et termine 3e du Tour de Normandie et 3e du championnat des Pays-Bas sur route espoirs. Début 2012, il termine 3e de la Ster van Zwolle.
Ces bons résultats lui valent d'être stagiaire dans l'équipe WorldTour Vacansoleil-DCM du 1er août au 31 décembre 2012. À cette occasion, il remporte le Tour de Vendée. C'est ainsi qu'il est membre à part entière de cette équipe en 2013, mais celle-ci disparaît à la fin de la saison, il court donc pour l'équipe Wanty-Groupe Gobert en 2014. Cette saison-là, il termine 3e du championnat des Pays-Bas sur route et 3e de la Classic Loire-Atlantique. 
Pour la saison 2015, il est recruté par la nouvelle équipe continentale professionnelle néerlandaise Roompot, qui devient Roompot Oranje Peloton à partir du 9 mars 2015. Il reste au sein de l'équipe pendant deux ans. Au cours de la saison 2016, il remporte la deuxième étape du Ster ZLM Toer au sein d'une échappée. Il s'agit de son dernier succès.
En 2017, il fait son retour au sein de la formation Wanty-Groupe Gobert, avec un rôle d'équipier. Après la promotion de l'équipe au niveau UCI World Tour, il participe à deux grands tours en 2021, le Tour d'Italie et le Tour d'Espagne, qu'il a tous deux terminés. Après quatre ans chez Wanty-Gobert, il rejoint l'équipe Cofidis pour la saison 2022.
Victime d'un accident cardiaque à son domicile fin-août 2023, il met un terme à sa carrière à l'issue de la saison, sur les conseils de son médecin.

## Palmarès et classements mondiaux

### Palmarès
- 2008[1]
  - 3e étape du Trophée Centre Morbihan
  - Acht van Bladel
  - 1reb étape de la Ronde des vallées
  - Flèche Plédranaise
  - 3e de la Ronde des vallées
- 2009
  - Baronie Breda Classic
- 2010
  - Ronde van Midden-Nederland
  - 2e du Grand Prix de Francfort espoirs
  - 3e du Kernen Omloop Echt-Susteren
- 2011
  - 2eb étape (contre-la-montre par équipes) du Tour de León
  - 3e du Tour de Normandie
  - 3e du championnat des Pays-Bas sur route espoirs
- 2012
  - Tour de Vendée
  - 3e de la Ster van Zwolle
- 2014
  - 3e du championnat des Pays-Bas sur route
  - 3e de la Classic Loire-Atlantique
- 2016
  - 2e étape du Ster ZLM Toer

### Résultats sur les grands tours

#### Tour d'Italie
2 participations
- 2021 : 128e
- 2022 : 139e

#### Tour d'Espagne
1 participation
- 2021 : 110e

### Classements mondiaux
| Année                                 | 2010 | 2011 | 2012 | 2013 | 2014 | 2015 | 2016  | 2017  | 2018 | 2019  | 2020  | 2021  | 2022  | 2023  |
| ------------------------------------- | ---- | ---- | ---- | ---- | ---- | ---- | ----- | ----- | ---- | ----- | ----- | ----- | ----- | ----- |
| Classement mondial                    |      |      |      |      |      |      | 1532e | 1003e | 407e | 1920e | 1687e | 1740e | 2865e | 1938e |
| UCI Europe Tour                       | 142e | 212e | 55e  |      | 241e | 757e | 1031e | 625e  | 229e | 1263e | 1253e | 1198e | 1720e | nc    |
|                                       |      |      |      |      |      |      |       |       |      |       |       |       |       |       |
| Légende : nc = non classéSource : UCI |      |      |      |      |      |      |       |       |      |       |       |       |       |       |